# Grand Prix automobile des Pays-Bas 1968
GP précédent GP suivant
Le Grand Prix des Pays-Bas 1968 (XVII Grote Prijs van Nederland), disputé sur le circuit de Zandvoort le 23 juin 1968, est la cent-soixante-sixième épreuve du championnat du monde de Formule 1 courue depuis 1950 et la cinquième manche du championnat 1968.

## Contexte avant la course

### Le championnat du monde
La saison 1968 est la troisième disputée sous la réglementation trois litres pour les monoplaces à moteur atmosphérique, avec également possibilité d'utilisation de moteurs suralimentés, un coefficient deux étant alors appliqué pour la cylindrée (soit un maximum de 1 500 cm3 en cas d'utilisation d'un compresseur volumétrique ou d'un turbocompresseur). La réglementation s'appuie sur les points suivants :
- pas de cylindrée minimale
- cylindrée maximale : 3 000 cm3 si moteur atmosphérique ou 1 500 cm3 si moteur suralimenté
- poids minimal : 500 kg (à sec)
- roues non carénées
- double circuit de freinage obligatoire
- arceau de sécurité obligatoire (le haut du cerceau devant dépasser le casque du pilote)
- démarreur de bord obligatoire
- carburant commercial obligatoire
- ravitaillement en huile interdit durant la course
- distance minimale d'un Grand Prix : 300 km (à l'exception du GP de Monaco)
- distance maximale d'un Grand Prix : 400 km
- distance minimale pour être classé : 90% de la distance parcourue par le vainqueur

D'autre part, la Commission Sportive Internationale (CSI) autorise désormais l'apparition de publicité extra-sportive sur les voitures de course, aussi des annonceurs autres que les habituels pétroliers ou manufacturiers pourront-ils figurer sur les carrosseries.
Après un début de saison marqué par trois victoires successives des Lotus, Graham Hill figure en tête du classement provisoire du championnat du monde, possédant quatorze points d'avance sur Denny Hulme, titré l'année précédente. L'équipe de Colin Chapman vit cependant une période difficile, avec les disparitions de Jim Clark, son pilote d'élite, et de Mike Spence. Ne bénéficiant plus de l'exclusivité du révolutionnaire V8 Cosworth, elle doit désormais faire face aux prometteuses McLaren et Matra, utilisant le même moteur, alors que les équipes Ferrari, BRM et Honda, après une saison 1967 en demi-teinte, ont également atteint un très haut niveau de performance.

### Le circuit
Étrenné en 1948 à l'occasion d'une course de Formule 1 remportée par la Maserati du Prince Bira, le circuit permanent de Zandvoort a été conçu par le concepteur néerlandais John Hugenholtz. Son tracé sinueux développe un peu plus de quatre kilomètres et sillonne les dunes du Parc national Zuid-Kennemerland, bordant la mer du Nord. Il est régulièrement utilisé pour les courses automobiles internationales (dont le Grand Prix des Pays-Bas) et, plus occasionnellement, pour des compétitions cyclistes et motocyclistes. Le sable porté par les vents marins rend parfois l'adhérence précaire, les pilotes reprochant fréquemment aux organisateurs le manque de nettoyage de la piste. Le regretté Jim Clark détient le record officiel du circuit, ayant bouclé, au volant de sa Lotus F1, un tour à 171,4 km/h de moyenne à l'occasion de l'édition 1967 du Grand Prix. Peu avant sa mort, Mike Spence (sur une BRM F1) avait officieusement tourné à 181,4 km/h de moyenne lors d'une séance d'essais privés.

## Monoplaces en lice
- Brabham BT24 & BT26 "Usine"

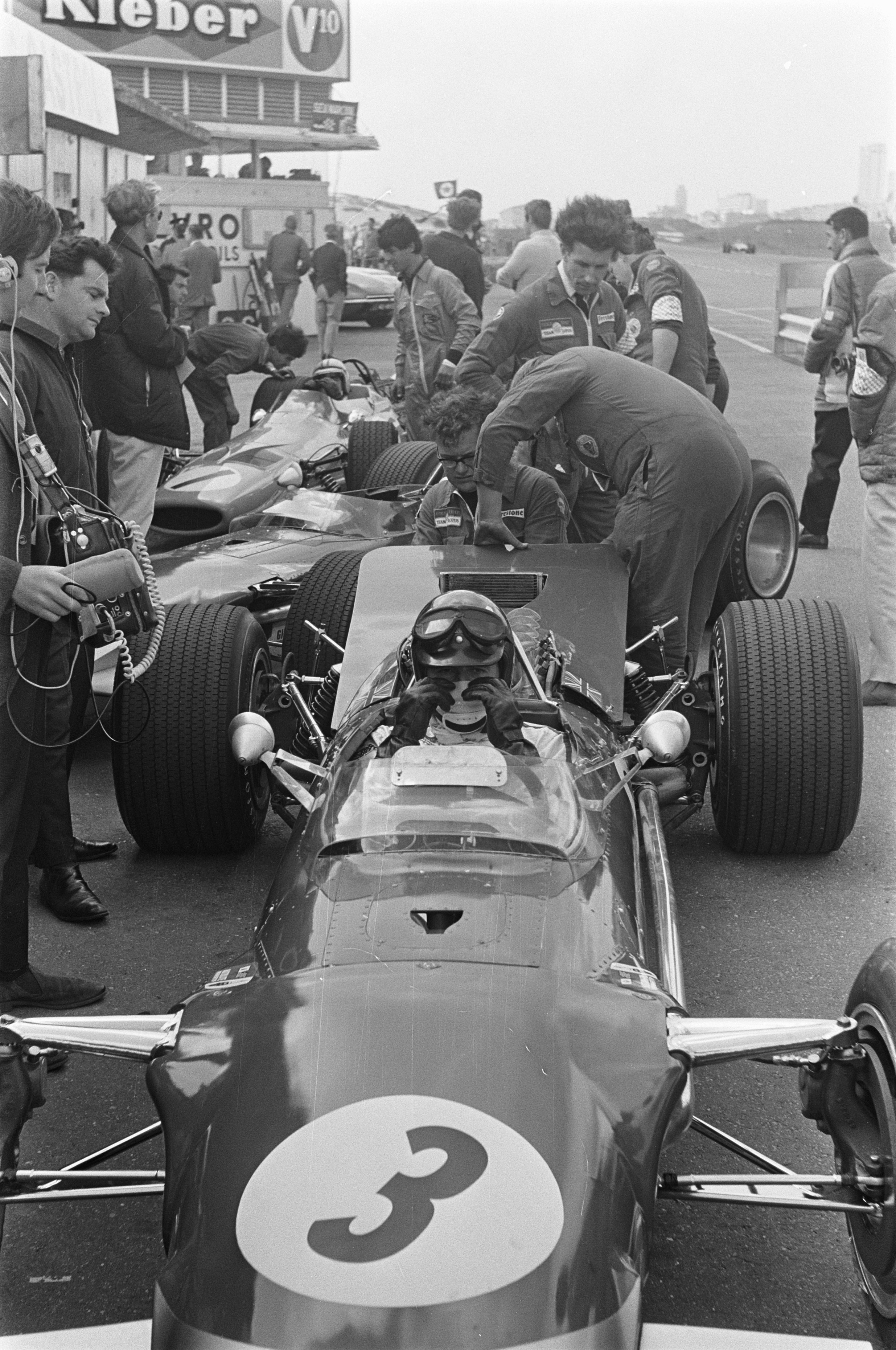
La Lotus 49B de Graham Hill devant les stands de Zandvoort.

Comme en Belgique, les deux BT26 de Jack Brabham et de Jochen Rindt sont dotées d'un aileron arrière et de deux volets stabilisateurs à l'avant. Leur moteur V8 Repco à doubles arbres à cames en tête et 32 soupapes délivre 400 chevaux à 8500 tr/min. Il est accouplé à une boîte de vitesses Hewland FG400 à cinq rapports et à un différentiel Weismann. Ces monoplaces pèsent environ 530 kg à vide. L'équipe dispose également en réserve d'une BT24 (510 kg, V8 Repco à simples arbres à cames en tête, boîte Hewland FG400, différentiel Hewland), cette dernière étant dépourvue d'appendices aérodynamiques. Elle sera confiée à Dan Gurney pour la course, le pilote-constructeur américain ne pouvant, faute de moteur, disposer de son Eagle. Les Brabham utilisent des pneus Goodyear.
- Brabham BT20 privée

Silvio Moser pilote la Brabham BT20 engagée par l'ancien champion de Suisse Charles Vögele. Elle est équipée d'une ancienne version du moteur V8 Repco (315 chevaux) et chaussée de pneus Goodyear.
- Lotus 49B "Usine"

L'équipe de Colin Chapman aligne deux 49B à moteur V8 Cosworth DFV (deux doubles arbres à cames en tête, quatre soupapes par cylindre, injection indirecte Lucas, 415 chevaux à 9200 tr/min), confiées à Graham Hill et à Jackie Oliver. Ces monoplaces à structure monocoque pèsent 505 kg à vide. Elles comportent deux mini ailerons réglables à l'avant et un capot arrière profilé intégrant un becquet aérodynamique. La transmission est assurée par une boîte Hewland FG400. L'écurie Lotus utilise des pneus Firestone.
- Lotus 49 privée

Joseph Siffert dispose de l'ancienne Lotus 49 de Jim Clark, louée à l'usine par le Rob Walker Racing Team. Légèrement plus courte que la dernière version 49B, elle utilise le même moteur V8 Cosworth, mais accouplé à une boîte cinq vitesses ZF. Pour l'épreuve hollandaise, deux petits déflecteurs arrière et deux mini ailerons avant ont été ajoutés. La voiture pèse 500 kg et utilise des pneus Firestone.
- Cooper T86B "Usine"

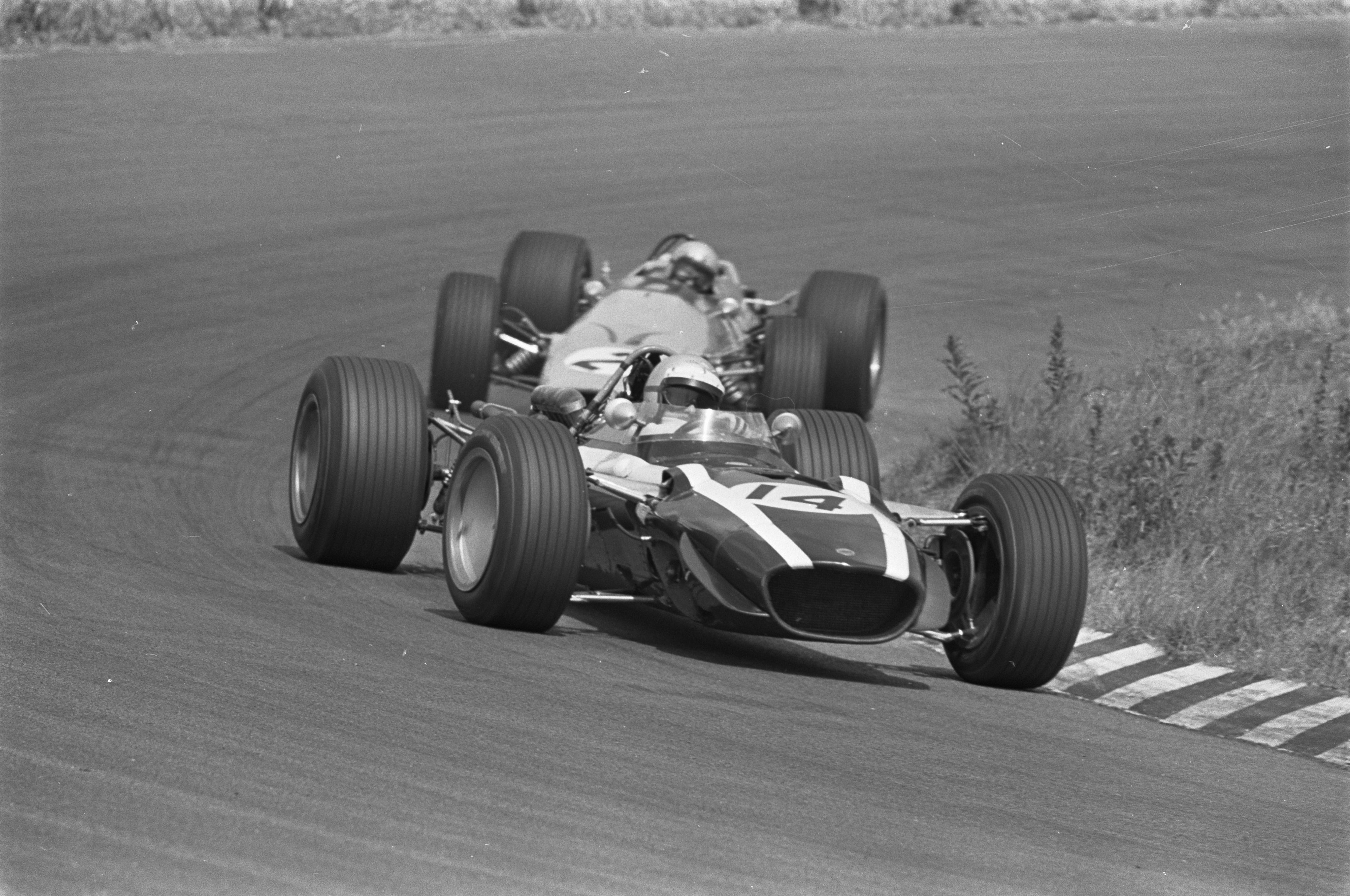
La Cooper T86B de Lucien Bianchi.

Doublement frappé deux semaines auparavant par la perte de son premier pilote Ludovico Scarfiotti et par le grave accident ayant touché Brian Redman, l'équipe de John Cooper n'aligne qu'une seule monoplace, confiée à Lucien Bianchi. Celui-ci dispose d'une T86B, monocoque à moteur V12 BRM de 380 chevaux et boîte cinq vitesses Hewland, conçue par Derrick White. Elle pèse 545 kg à vide et utilise des pneus Firestone.
- Honda RA301 "Usine"

John Surtees pilote son habituelle RA301, avec châssis monocoque constitué de tôles d'alliage léger rivetées. Pesant 550 kg, elle est motorisée par un V12 à doubles arbres à cames en tête et 48 soupapes alimenté par injection indirecte. Sa puissance maximale est de 420 chevaux à 11000 tr/min. Elle est chaussée de pneus Firestone.
- Ferrari 312/67 & 312/68 "Usine"

La Scuderia Ferrari a engagé deux 312/68 pour Chris Amon et Jacky Ickx, l'équipe ayant également amené un modèle de l'année précédente (312/67) qui fera office de mulet. Ces monoplaces à structure monocoque sont dotées depuis le Grand Prix de Belgique de petits volets triangulaires à l'avant et d'un aileron fixe monté sur le châssis au niveau du train arrière. Pesant 505 kg, les 312/68 sont motorisées par un V12 à doubles arbres à cames en tête et 48 soupapes, alimenté par injection indirecte Lucas, développant 410 chevaux à 10800 tr/min. Le modèle 312/67 est à peine plus lourd (510 kg) ; Le V12, dans une version légèrement moins puissante (400 chevaux), est implanté un peu plus haut. Les Ferrari sont équipées de pneus Firestone.
- BRM P126 & P133 "Usine"

L'équipe BRM a amené trois voitures, une P133 pour Pedro Rodríguez et deux P126 pour Richard Attwood, qui dispose d'un mulet. Ces deux monoplaces, dessinées par Len Terry, sont presque identiques, la P133 directement construite en version 3 litres à l'usine de Bourne ne différant des P126 (initialement réalisées, dans l'atelier privé de son concepteur, avec un moteur 2,5 litres pour la Formule Tasmane) que par ses freins arrière «inboard». Toutes sont à structure monocoque et pèsent 550 kg à vide. De petits déflecteurs ont été ajoutés sur le capot avant. Leur V12 à doubles arbres à cames en tête et 24 soupapes délivre 400 chevaux à 10000 tr/min. Il est accouplé à une boîte «cinq» Hewland DG300. Rodríguez utilise des pneus Goodyear et Attwood des Dunlop.
- BRM P126 privée

Engagé par le Reg Parnell Racing, Piers Courage dispose d'une BRM P126 identique à celle d'Attwood et également chaussée de pneus Dunlop.
- McLaren M7A "Usine"

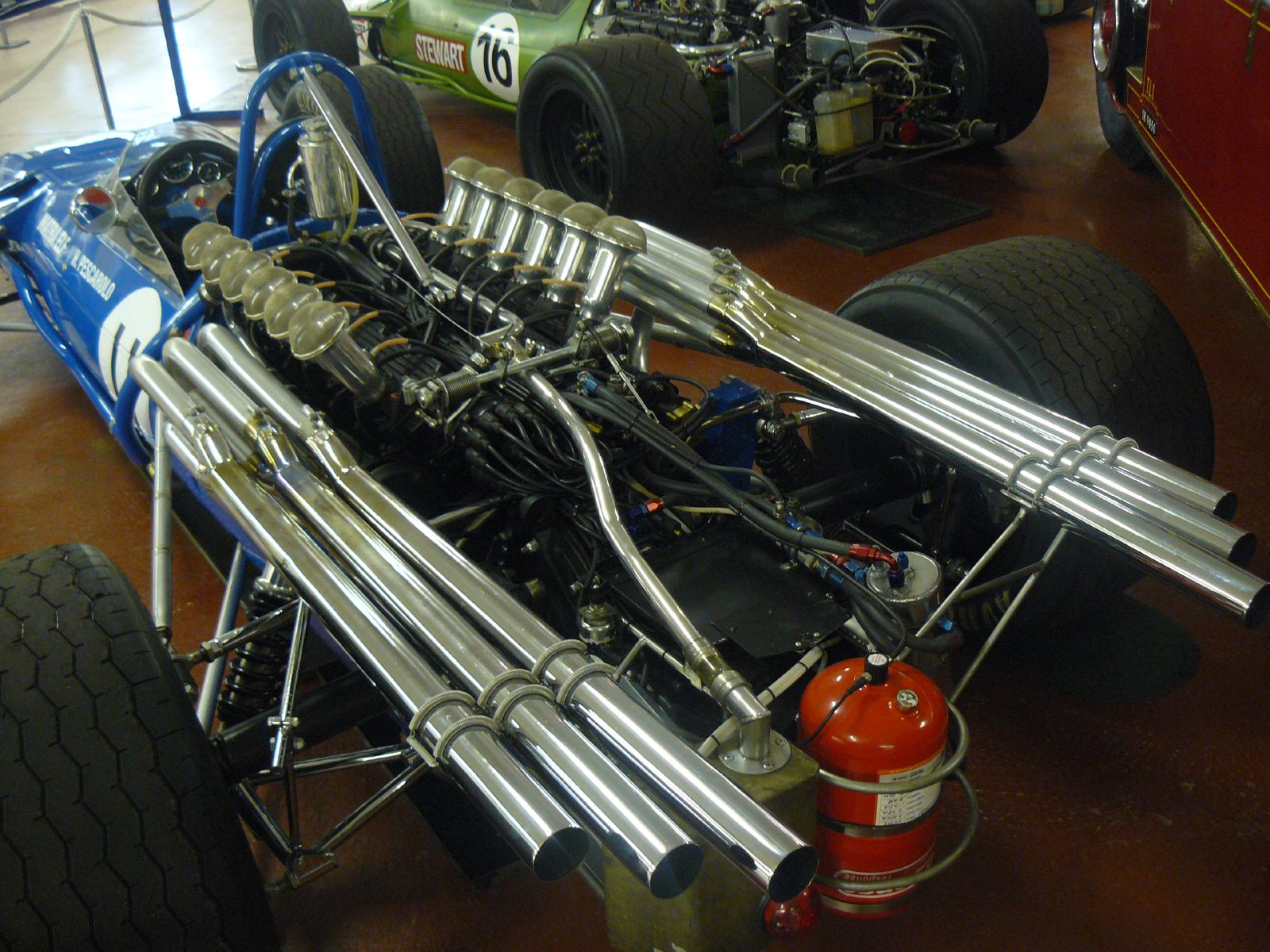
Le moteur Matra V12.

Le pilote-constructeur Bruce McLaren dispose de la M7A avec laquelle il vient de remporter le Grand Prix de Belgique, une voiture identique à celle de son coéquipier Denny Hulme. Tout comme les Lotus 49, les M7A ont une structure monocoque avec moteur (Cosworth DFV) porteur, la suspension arrière étant cependant fixée sur la boîte Hewland FG 400 et non directement sur le bloc du V8. Le capot arrière comprend un déflecteur. Pesant environ 515 kg, les McLaren sont chaussées de pneus Goodyear.
- McLaren M5A privée

Le pilote indépendant Joakim Bonnier dispute la saison 1968 sur la M5A à moteur V12 BRM de 380 chevaux utilisée par Bruce McLaren l'année précédente. Elle est équipée d'une boîte «cinq» Hewland et de pneus Goodyear et pèse 535 kg à vide.
- Matra MS10 & MS11 "Usine"

Matra Sports a apporté quelques améliorations à la MS11 de Jean-Pierre Beltoise : les échappements du moteur V12 ont été modifiés dans le but d'améliorer la souplesse du moteur V12, la puissance maximale restant inchangée (395 chevaux à 10500 tr/min) ; La consommation élevée du V12 posant des problèmes d'autonomie, un réservoir auxiliaire a été ajouté à l'avant ; la transmission a été également simplifiée, la possibilité d'une conversion en quatre roues motrices ayant été définitivement écartée sur ce modèle. La voiture s'en trouve allégée, son poids à vide (580 kg) restant cependant élevé. La deuxième voiture construite est restée à l'atelier, en cours de préparation en vue du Grand Prix de France avec de nouveaux composants plus légers, aussi Beltoise ne dispose-t-il pas de mulet à Zandvoort. L'équipe Matra Internationale, dirigée par Ken Tyrrell, a amené ses deux MS10 pour Jackie Stewart, qui n'est toujours pas totalement rétabli de sa blessure contractée lors des essais du Grand Prix de Madrid et devra une nouvelle fois porter une gaine au poignet droit. La partie avant et le cockpit des MS10 sont quasiment identiques à ceux de la MS11, mais les voitures de l'écurie britannique sont animées par un V8 Cosworth, accolé à une boîte Hewland DG300. Le V8 Cosworth de la MS10 est porteur, alors qu'un berceau supporte le V12 Matra et la boîte Hewland FG400 de la MS11. Pour l'épreuve hollandaise, Stewart préférera sa voiture la plus récente (allégée à 540 kg notamment grâce à l'utilisation de titane pour les éléments de suspension), l'autre, pesant 560 kg, étant en réserve. Tout comme Beltoise, il utilisera des pneus Dunlop.

## Coureurs inscrits
| no  | Pilote               | Écurie                      | Constructeur | Modèle         | N° châssis | Moteur               | Pneumatiques |
| --- | -------------------- | --------------------------- | ------------ | -------------- | ---------- | -------------------- | ------------ |
| 1   | Denny Hulme          | Bruce McLaren Motor Racing  | McLaren      | McLaren M7A    | M7A/2      | Ford Cosworth DFV V8 | G            |
| 2   | Bruce McLaren        | Bruce McLaren Motor Racing  | McLaren      | McLaren M7A    | M7A/3      | Ford Cosworth DFV V8 | G            |
| 3   | Graham Hill          | Gold Leaf Team Lotus        | Lotus        | Lotus 49B      | 49 R5      | Ford Cosworth DFV V8 | F            |
| 4   | Jackie Oliver        | Gold Leaf Team Lotus        | Lotus        | Lotus 49B      | 49 R6      | Ford Cosworth DFV V8 | F            |
| 5   | Jack Brabham         | Brabham Racing Organisation | Brabham      | Brabham BT26   | BT26/1     | Repco 860 V8         | G            |
| 6   | Jochen Rindt         | Brabham Racing Organisation | Brabham      | Brabham BT26   | BT26/2     | Repco 860 V8         | G            |
| 7   | John Surtees         | Honda R&D Company           | Honda        | Honda RA301    | F-801      | Honda RA301E V12     | F            |
| 8   | Jackie Stewart       | Matra International         | Matra        | Matra MS10     | MS10-02    | Ford Cosworth DFV V8 | D            |
| 8T  | Jackie Stewart       | Matra International         | Matra        | Matra MS10     | MS10-01    | Ford Cosworth DFV V8 | D            |
| 9   | Chris Amon           | SpA Ferrari SEFAC           | Ferrari      | Ferrari 312/68 | 312/0011   | Ferrari 242C V12     | F            |
| 9T  | Chris Amon           | SpA Ferrari SEFAC           | Ferrari      | Ferrari 312/67 | 312/0007   | Ferrari 242 V12      | F            |
| 10  | Jacky Ickx           | SpA Ferrari SEFAC           | Ferrari      | Ferrari 312/68 | 312/0009   | Ferrari 242C V12     | F            |
| 12  | Brian Redman         | Cooper Car Company          | Cooper       | Cooper T86 B   | F1-2-68    | BRM P101 V12         | F            |
| 14  | Lucien Bianchi       | Cooper Car Company          | Cooper       | Cooper T86 B   | F1-1-68    | BRM P101 V12         | F            |
| 15  | Pedro Rodríguez      | Owen Racing Organisation    | BRM          | BRM P133       | P133/01    | BRM P101 V12         | G            |
| 16  | Richard Attwood      | Owen Racing Organisation    | BRM          | BRM P126       | P126/03    | BRM P101 V12         | D            |
| 16T | Richard Attwood      | Owen Racing Organisation    | BRM          | BRM P126       | P126/02    | BRM P101 V12         | D            |
| 17  | Jean-Pierre Beltoise | Matra Sports                | Matra        | Matra MS11     | MS11-01    | Matra MS9 V12        | D            |
| 18  | Dan Gurney           | Brabham Racing Organisation | Brabham      | Brabham BT24   | BT24/3     | Repco 740 V8         | G            |
| 19  | Joakim Bonnier       | Joakim Bonnier Racing Team  | McLaren      | McLaren M5A    | M5A/1      | BRM P101 V12         | G            |
| 20  | Piers Courage        | Reg Parnell Racing          | BRM          | BRM P126       | P126/01    | BRM P101 V12         | D            |
| 21  | Joseph Siffert       | Rob Walker/Jack Durlacher   | Lotus        | Lotus 49       | 49 R2      | Ford Cosworth DFV V8 | F            |
| 22  | Silvio Moser         | Charles Vögele Racing       | Brabham      | Brabham BT20   | F1-2-66    | Repco 620 V8         | G            |

- La lettre T accolée au numéro désigne la voiture de réserve («Test car», en anglais).

## Qualifications
Trois séances qualificatives sont prévues, le vendredi matin, le vendredi après-midi et le samedi après-midi précédant la course.

### Première séance qualificative - vendredi 21 juin (matin)
Il a plu les jours précédents mais lorsque commence la première séance officielle, le vendredi matin, malgré un ciel chargé et un vent marin soutenu, la piste est sèche. Parmi les premières en piste, les McLaren s'avèrent particulièrement efficaces, leurs pilotes ayant bénéficié de plusieurs séances d'essais privés la semaine précédente. Denny Hulme établit un premier chrono de référence, à 178,4 km/h de moyenne, devançant de quelques dixièmes de seconde son coéquipier et patron Bruce McLaren. Personne ne parviendra à devancer Hulme au cours de cette session matinale, mais peu avant midi Chris Amon (Ferrari) et Graham Hill (Lotus) vont battre de quelques centièmes le temps de McLaren. Sur la deuxième Ferrari, Ickx a réalisé le cinquième meilleur temps, à plus d'une seconde de Hulme. Handicapé sur ce circuit sinueux car souffrant toujours de son poignet droit maintenu par une gaine rigide, Jackie Stewart n'a réalisé que le neuvième temps au volant de sa Matra, derrière Joseph Siffert, pénalisé quant à lui par des problèmes de boîte de vitesses sur sa Lotus. Tous deux sont devancés par les BRM de Piers Courage et de Pedro Rodríguez. Jack Brabham, tout comme son coéquipier Jochen Rindt, n'a pu prendre la piste, pilotes et mécaniciens de l'équipe s'affairant à creuser, au burin, les nouveaux pistons des moteurs V8 Repco pour éviter tout risque de collision avec les soupapes.

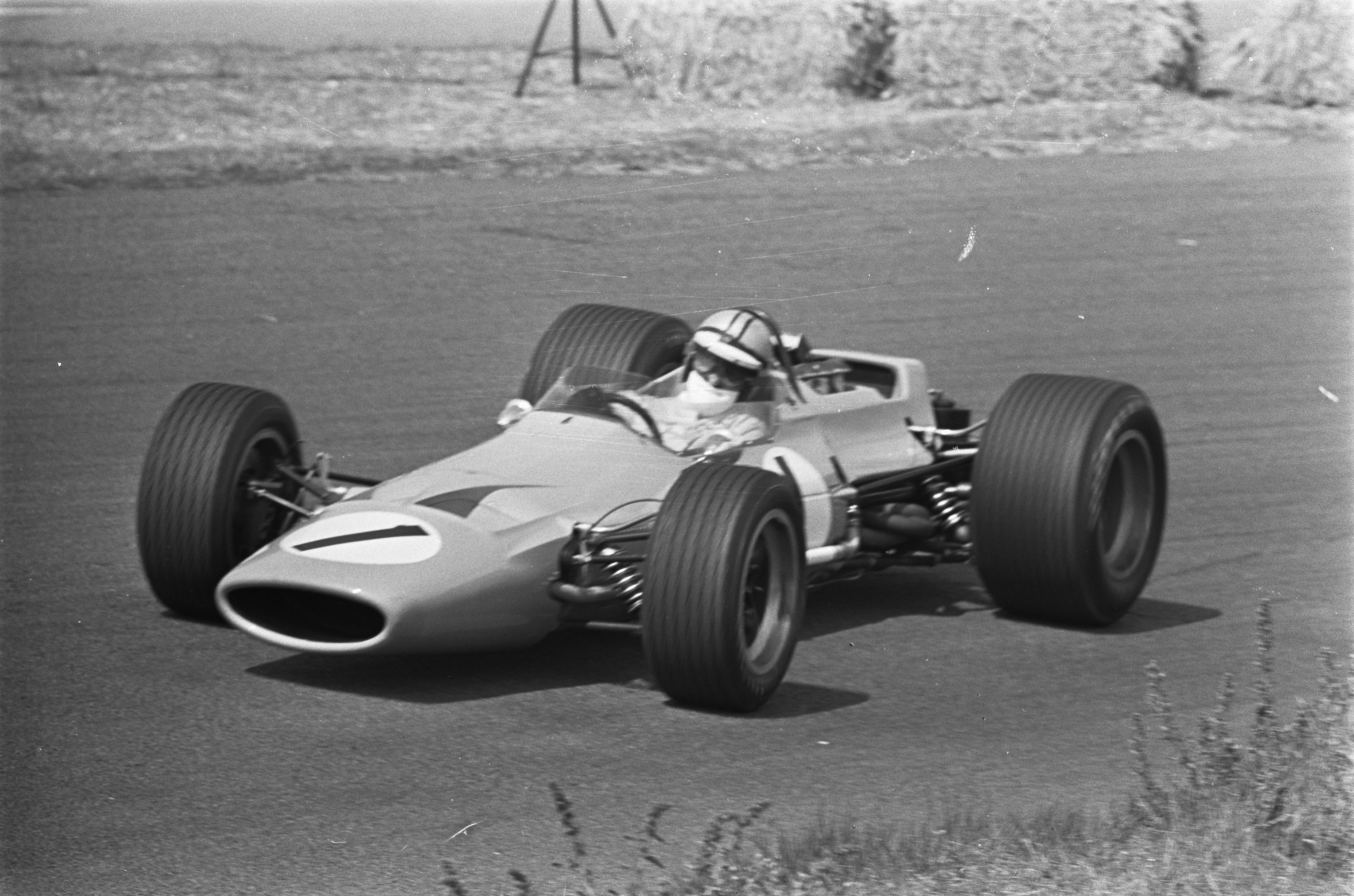
La McLaren M7A de Denny Hulme. Le champion du monde en titre s'est montré le plus rapide lors de la première séance qualificative.

| Pos. | Pilote               | Écurie        | Temps         | Écart     |
| ---- | -------------------- | ------------- | ------------- | --------- |
| 1    | Denny Hulme          | McLaren-Ford  | 1 min 24 s 59 |           |
| 2    | Chris Amon           | Ferrari       | 1 min 25 s 01 | + 0 s 42  |
| 3    | Graham Hill          | Lotus-Ford    | 1 min 25 s 04 | + 0 s 45  |
| 4    | Bruce McLaren        | McLaren-Ford  | 1 min 25 s 07 | + 0 s 48  |
| 5    | Jacky Ickx           | Ferrari       | 1 min 25 s 65 | + 1 s 06  |
| 6    | Piers Courage        | BRM           | 1 min 26 s 26 | + 1 s 67  |
| 7    | Pedro Rodríguez      | BRM           | 1 min 26 s 48 | + 1 s 89  |
| 8    | Joseph Siffert       | Lotus-Ford    | 1 min 26 s 68 | + 2 s 09  |
| 9    | Jackie Stewart       | Matra-Ford    | 1 min 27 s 03 | + 2 s 44  |
| 10   | John Surtees         | Honda         | 1 min 27 s 53 | + 2 s 94  |
| 11   | Jean-Pierre Beltoise | Matra         | 1 min 28 s 03 | + 3 s 44  |
| 12   | Jackie Oliver        | Lotus-Ford    | 1 min 29 s 13 | + 4 s 54  |
| 13   | Richard Attwood      | BRM           | 1 min 30 s 28 | + 5 s 69  |
| 14   | Lucien Bianchi       | Cooper-BRM    | 1 min 30 s 34 | + 5 s 75  |
| 15   | Joakim Bonnier       | McLaren-BRM   | 1 min 33 s 75 | + 9 s 16  |
| 16   | Silvio Moser         | Brabham-Repco | 1 min 38 s 55 | + 13 s 96 |

### Deuxième séance qualificative - vendredi 21 juin (après-midi)
Le temps reste couvert et venteux, mais les conditions de piste restent bonnes pour la deuxième session qualificative. Hulme améliore tout d'abord sensiblement son chrono matinal avant d'être arrêté dans son élan par des problèmes d'allumage puis de châssis. Il va rester immobilisé une bonne partie de l'après-midi, ses mécaniciens devant changer son moteur et réparer la coque au niveau des attaches de suspension arrière. Les Brabham officielles sont enfin prêtes et Rindt et Brabham se mettent en évidence, le pilote autrichien réalisant un tour à plus de 180 km/h de moyenne, son coéquipier se montrant presque aussi rapide. Tous deux sont toutefois battus par Amon, qui a accompli un tour à 180,7 km/h. Après avoir essayé différents types de pneus et de déflecteurs avant, Hill va parvenir à optimiser le comportement de sa monoplace et à s'intercaler entre les deux pilotes Brabham, tandis que Stewart, malgré son poignet douloureux, va réaliser le cinquième temps de la journée, juste devant Ickx et Hulme. La mise au point de la Matra V12 de Jean-Pierre Beltoise a progressé mais son poids élevé reste pénalisant sur ce circuit sinueux, le Français n'obtenant que le treizième temps, juste derrière la Honda de John Surtees, la séance de l'équipe japonaise ayant été perturbée par des problèmes de différentiel.

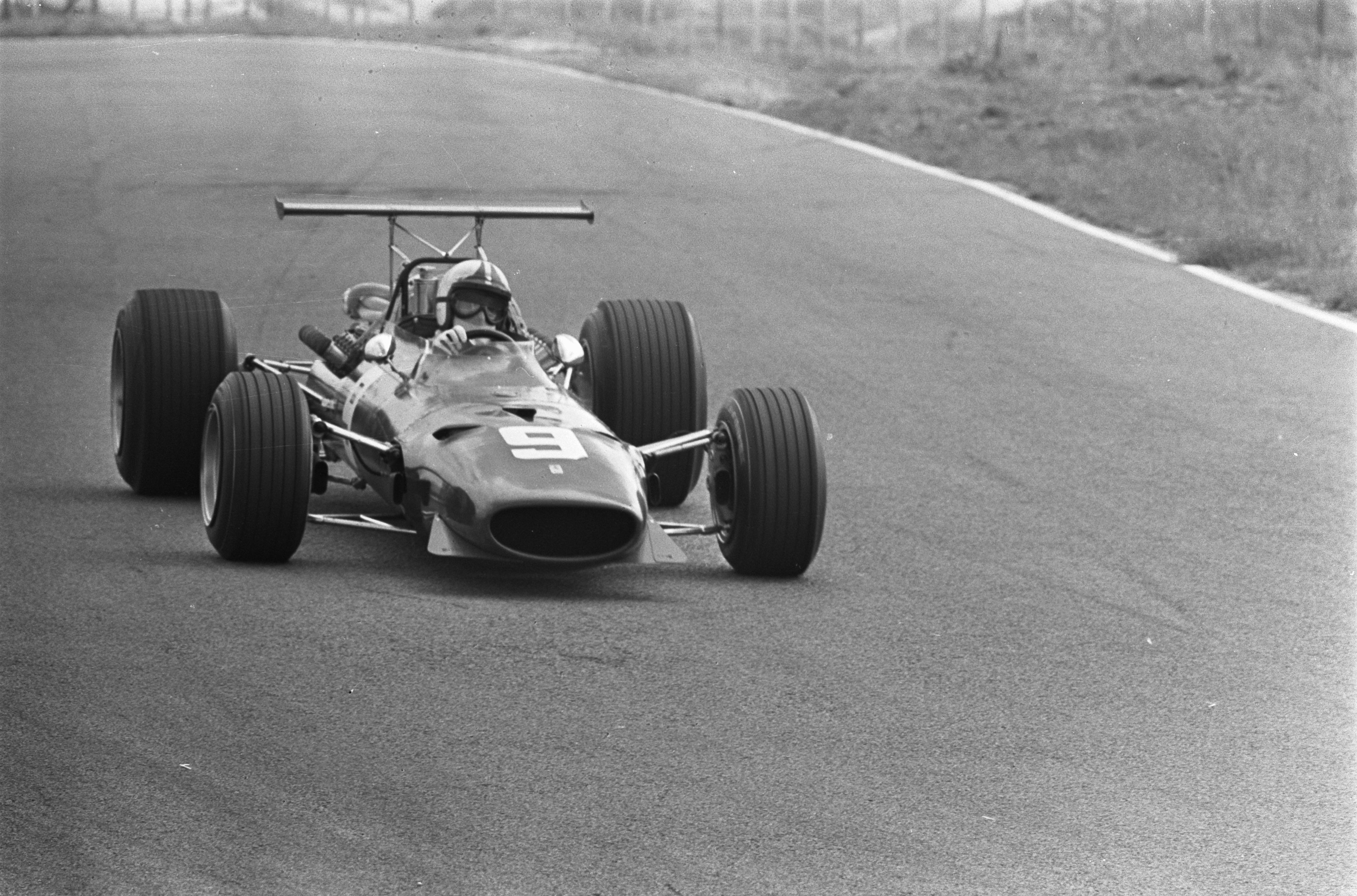
Chris Amon sur sa Ferrari 312, le plus rapide à l'issue de la première journée d'essais.

| Pos. | Pilote               | Écurie        | Temps         | Écart    |
| ---- | -------------------- | ------------- | ------------- | -------- |
| 1    | Chris Amon           | Ferrari       | 1 min 23 s 54 |          |
| 2    | Jochen Rindt         | Brabham-Repco | 1 min 23 s 75 | + 0 s 21 |
| 3    | Graham Hill          | Lotus-Ford    | 1 min 23 s 84 | + 0 s 30 |
| 4    | Jack Brabham         | Brabham-Repco | 1 min 23 s 90 | + 0 s 36 |
| 5    | Jackie Stewart       | Matra-Ford    | 1 min 24 s 41 | + 0 s 87 |
| 6    | Jacky Ickx           | Ferrari       | 1 min 24 s 42 | + 0 s 88 |
| 7    | Denny Hulme          | McLaren-Ford  | 1 min 24 s 45 | + 0 s 91 |
| 8    | Bruce McLaren        | McLaren-Ford  | 1 min 24 s 58 | + 1 s 04 |
| 9    | Jackie Oliver        | Lotus-Ford    | 1 min 25 s 48 | + 1 s 94 |
| 10   | Joseph Siffert       | Lotus-Ford    | 1 min 25 s 86 | + 2 s 32 |
| 11   | Pedro Rodríguez      | BRM           | 1 min 25 s 88 | + 2 s 34 |
| 12   | John Surtees         | Honda         | 1 min 26 s 20 | + 2 s 66 |
| 13   | Jean-Pierre Beltoise | Matra         | 1 min 26 s 76 | + 3 s 22 |
| 14   | Piers Courage        | BRM           | 1 min 26 s 78 | + 3 s 24 |
| 15   | Richard Attwood      | BRM           | 1 min 28 s 21 | + 4 s 67 |
| 16   | Silvio Moser         | Brabham-Repco | 1 min 28 s 29 | + 4 s 75 |
| 17   | Lucien Bianchi       | Cooper-BRM    | 1 min 28 s 44 | + 4 s 90 |
| 18   | Joakim Bonnier       | McLaren-BRM   | 1 min 29 s 22 | + 5 s 68 |

### Troisième séance qualificative - samedi 22 juin (après-midi)

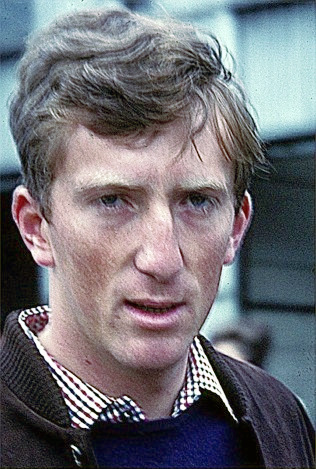
Sans des problèmes d'alternateur ayant écourté sa séance, Jochen Rindt pouvait viser la pole position.

Quelques averses ont détrempé la piste lorsque commence la dernière séance qualificative, le samedi après-midi. Après une accalmie, le vent assèche cependant la majeure partie du circuit et Surtees, dont le différentiel fonctionne désormais parfaitement, parvient malgré les conditions difficiles à améliorer son temps de la veille. Rindt va se montrer le plus rapide lors de cette session. Il améliore également son chrono du vendredi mais un problème d'entraînement d'alternateur va l'empêcher de poursuivre son effort et de enter de décrocher la pole position. Dan Gurney s'est vu confier le mulet de l'équipe Brabham ; disposant de peu de temps pour s'y adapter, il va se qualifier en milieu de grille, l'arrivée de la bruine mettant ensuite fin à tout espoir d'amélioration. Son poignet ayant beaucoup enflé, Stewart a préféré s'abstenir de tourner et se ménager pour la course, laissant à Beltoise le soin de roder le moteur V8 neuf qui vient d'être monté sur sa voiture. Amon s'est montré légèrement moins rapide que Rindt en cette dernière journée d'essais, mais son temps du vendredi n'a pu être battu et le jeune Néo-Zélandais partira une nouvelle fois en pole position, Rindt et Hill complétant la première ligne, Brabham et Stewart se partageant la seconde.
| Pos. | Pilote               | Écurie        | Temps         | Écart     |
| ---- | -------------------- | ------------- | ------------- | --------- |
| 1    | Jochen Rindt         | Brabham-Repco | 1 min 23 s 70 |           |
| 2    | Chris Amon           | Ferrari       | 1 min 23 s 85 | + 0 s 15  |
| 3    | Graham Hill          | Lotus-Ford    | 1 min 24 s 49 | + 0 s 79  |
| 4    | Bruce McLaren        | McLaren-Ford  | 1 min 24 s 97 | + 1 s 27  |
| 5    | John Surtees         | Honda         | 1 min 25 s 22 | + 1 s 52  |
| 6    | Jackie Oliver        | Lotus-Ford    | 1 min 25 s 51 | + 1 s 81  |
| 7    | Pedro Rodríguez      | BRM           | 1 min 25 s 51 | + 1 s 81  |
| 8    | Denny Hulme          | McLaren-Ford  | 1 min 25 s 54 | + 1 s 84  |
| 9    | Jacky Ickx           | Ferrari       | 1 min 25 s 70 | + 2 s 00  |
| 10   | Dan Gurney           | Brabham-Repco | 1 min 25 s 79 | + 2 s 09  |
| 11   | Piers Courage        | BRM           | 1 min 26 s 07 | + 2 s 37  |
| 12   | Richard Attwood      | BRM           | 1 min 26 s 72 | + 3 s 02  |
| 13   | Joseph Siffert       | Lotus-Ford    | 1 min 27 s 29 | + 3 s 59  |
| 14   | Jean-Pierre Beltoise | Matra         | 1 min 27 s 68 | + 4 s 18  |
| 15   | Lucien Bianchi       | Cooper-BRM    | 1 min 28 s 31 | + 4 s 61  |
| 16   | Joakim Bonnier       | McLaren-BRM   | 1 min 28 s 43 | + 4 s 73  |
| 17   | Silvio Moser         | Brabham-Repco | 1 min 29 s 94 | + 6 s 24  |
| 18   | Jack Brabham         | Brabham-Repco | 1 min 47 s 22 | + 23 s 52 |

### Tableau final des qualifications
| Pos. | Pilote               | Écurie        | Temps         | Écart    | Commentaire                          |
| ---- | -------------------- | ------------- | ------------- | -------- | ------------------------------------ |
| 1    | Chris Amon           | Ferrari       | 1 min 23 s 54 |          | temps réalisé le vendredi après-midi |
| 2    | Jochen Rindt         | Brabham-Repco | 1 min 23 s 70 | + 0 s 16 | temps réalisé le samedi après-midi   |
| 3    | Graham Hill          | Lotus-Ford    | 1 min 23 s 84 | + 0 s 30 | temps réalisé le vendredi après-midi |
| 4    | Jack Brabham         | Brabham-Repco | 1 min 23 s 90 | + 0 s 36 | temps réalisé le vendredi après-midi |
| 5    | Jackie Stewart       | Matra-Ford    | 1 min 24 s 41 | + 0 s 87 | temps réalisé le vendredi après-midi |
| 6    | Jacky Ickx           | Ferrari       | 1 min 24 s 42 | + 0 s 88 | temps réalisé le vendredi après-midi |
| 7    | Denny Hulme          | McLaren-Ford  | 1 min 24 s 45 | + 0 s 91 | temps réalisé le vendredi après-midi |
| 8    | Bruce McLaren        | McLaren-Ford  | 1 min 24 s 58 | + 1 s 04 | temps réalisé le vendredi après-midi |
| 9    | John Surtees         | Honda         | 1 min 25 s 22 | + 1 s 68 | temps réalisé le samedi après-midi   |
| 10   | Jackie Oliver        | Lotus-Ford    | 1 min 25 s 48 | + 1 s 94 | temps réalisé le vendredi après-midi |
| 11   | Pedro Rodríguez      | BRM           | 1 min 25 s 51 | + 1 s 97 | temps réalisé le samedi après-midi   |
| 12   | Dan Gurney           | Brabham-Repco | 1 min 25 s 79 | + 2 s 25 | temps réalisé le samedi après-midi   |
| 13   | Joseph Siffert       | Lotus-Ford    | 1 min 25 s 86 | + 2 s 32 | temps réalisé le vendredi après-midi |
| 14   | Piers Courage        | BRM           | 1 min 26 s 07 | + 2 s 53 | temps réalisé le samedi après-midi   |
| 15   | Richard Attwood      | BRM           | 1 min 26 s 72 | + 3 s 18 | temps réalisé le samedi après-midi   |
| 16   | Jean-Pierre Beltoise | Matra         | 1 min 26 s 76 | + 3 s 22 | temps réalisé le vendredi après-midi |
| 17   | Silvio Moser         | Brabham-Repco | 1 min 28 s 29 | + 4 s 75 | temps réalisé le vendredi après-midi |
| 18   | Lucien Bianchi       | Cooper-BRM    | 1 min 28 s 31 | + 4 s 77 | temps réalisé le samedi après-midi   |
| 19   | Joakim Bonnier       | McLaren-BRM   | 1 min 28 s 43 | + 4 s 89 | temps réalisé le samedi après-midi   |

## Grille de départ
| 1re ligne | Pos. 3                       |                             | Pos. 2                      |                               | Pos. 1                       |
|           | G. Hill Lotus 1 min 23 s 84  |                             | Rindt Brabham 1 min 23 s 70 |                               | Amon Ferrari 1 min 23 s 54   |
| 2e ligne  |                              | Pos. 5                      |                             | Pos. 4                        |                              |
|           |                              | Stewart Matra 1 min 24 s 41 |                             | Brabham 1 min 23 s 90         |                              |
| 3e ligne  | Pos. 8                       |                             | Pos. 7                      |                               | Pos. 6                       |
|           | McLaren 1 min 24 s 58        |                             | Hulme McLaren 1 min 24 s 45 |                               | Ickx Ferrari 1 min 24 s 42   |
| 4e ligne  |                              | Pos. 10                     |                             | Pos. 9                        |                              |
|           |                              | Oliver Lotus 1 min 25 s 48  |                             | Surtees Honda 1 min 25 s 22   |                              |
| 5e ligne  | Pos. 13                      |                             | Pos. 12                     |                               | Pos. 11                      |
|           | Siffert Lotus 1 min 25 s 86  |                             | Gurney Eagle 1 min 25 s 79  |                               | Rodríguez BRM 1 min 25 s 51  |
| 6e ligne  |                              | Pos. 15                     |                             | Pos. 14                       |                              |
|           |                              | Attwood BRM 1 min 26 s 72   |                             | Courage BRM 1 min 26 s 07     |                              |
| 7e ligne  | Pos. 18                      |                             | Pos. 17                     |                               | Pos. 16                      |
|           | Bianchi Cooper 1 min 28 s 31 |                             | Moser Brabham 1 min 28 s 29 |                               | Beltoise Matra 1 min 26 s 76 |
| 8e ligne  |                              |                             |                             | Pos. 19                       |                              |
|           |                              |                             |                             | Bonnier McLaren 1 min 28 s 43 |                              |

## Déroulement de la course

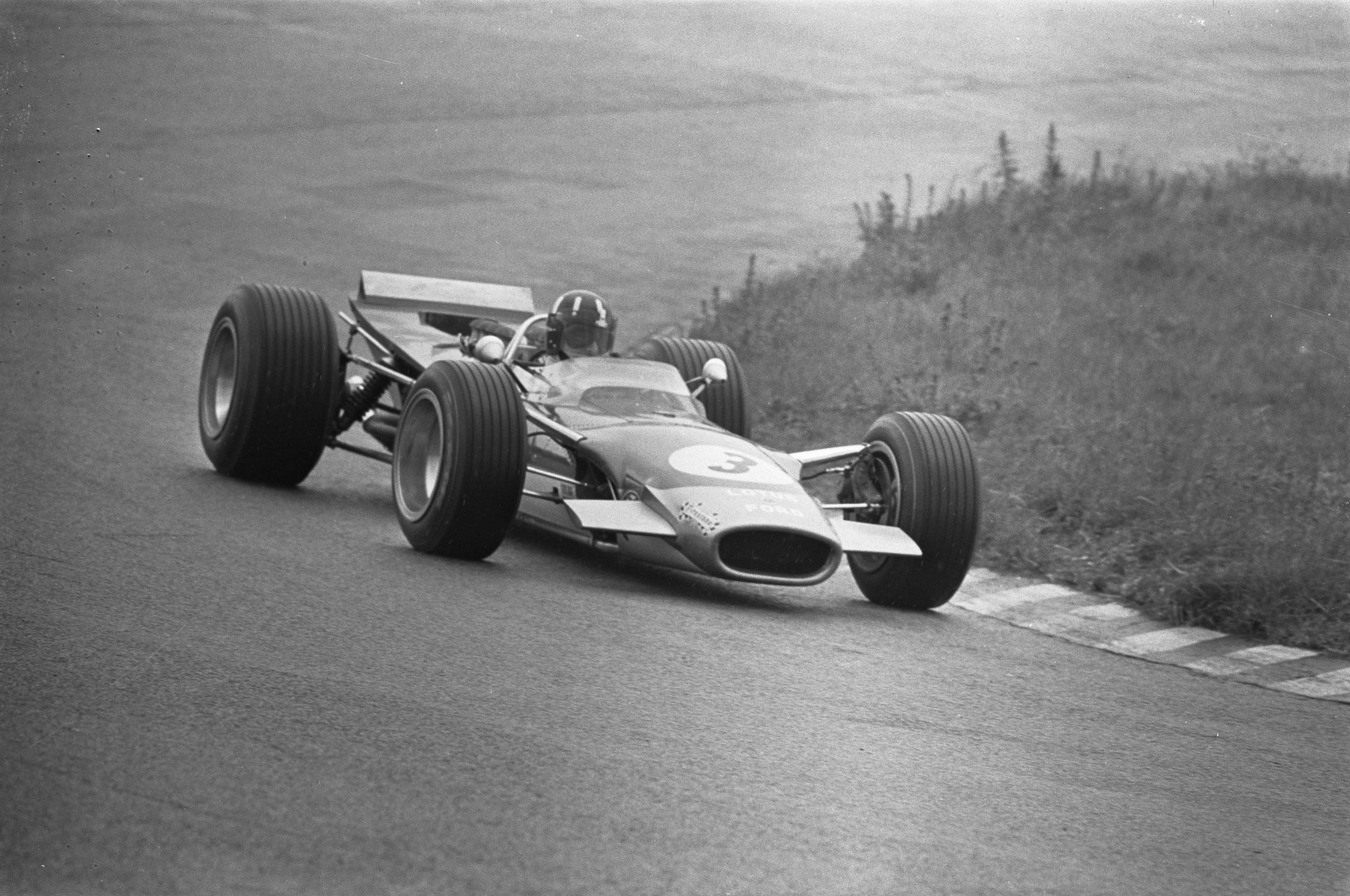
Au volant de sa Lotus 49, Graham Hill a mené le début de course avant d'être rapidement débordé par les pilotes Matra.

Peu avant le départ, programmé le dimanche à 14h30, la bruine se met à tomber. La piste n'étant pas détrempée et le ciel n'étant pas trop chargé, la plupart des pilotes optent pour des gommes intermédiaires, mais Graham Hill, Jack Brabham et Bruce McLaren prennent le risque de partir avec des pneus pour le sec alors que les Matra de Jackie Stewart et de Jean-Pierre Beltoise, ainsi que les BRM de Richard Attwood et de Piers Courage, sont chaussées des pneus «pluie» Dunlop, sur lesquels une profonde rainure centrale a été retaillée. La BRM de Pedro Rodríguez est quant à elle équipée de pneus «pluie» Goodyear, non retaillés. Au baisser du drapeau, Jochen Rindt est le plus prompt au volant de sa Brabham. Le pilote autrichien négocie le premier virage devant la Ferrari de Chris Amon et la Lotus de Graham Hill. Dès la sortie de l'épingle de «Tarzan», Hill déborde Amon, avant de prendre le commandement de la course à la sortie de l'épingle suivante. Rindt et Amon vont également se faire déborder par Stewart au cours de ce premier tour, l'Écossais prenant la deuxième place à deux secondes de la Lotus de tête. La pluie s'intensifie et dans ces conditions le choix des pilotes Matra s'avère déterminant : Stewart tourne nettement plus vite que ses adversaires et Beltoise, parti seizième, se hisse rapidement aux avant-postes. À la fin du troisième tour, Stewart est revenu dans les roues de Hill, tandis que Beltoise est remonté à la cinquième place, juste derrière les Ferrari d'Amon et de Jacky Ickx. Rindt, dont la monoplace, tout comme celle de son coéquipier Brabham, est équipée d'un différentiel inadapté à l'état de la piste, a rétrogradé à la huitième place, derrière la BRM de Rodríguez et la Lotus de Joseph Siffert. Malgré une belle résistance de Hill, Stewart prend l'avantage sur son compatriote au bout de la ligne droite, tandis que Beltoise déborde facilement les deux Ferrari. Personne n'est en mesure de tenir la cadence des deux Matra, Beltoise réalisant le meilleur tour à 142,5 km/h de moyenne, avant que les conditions de piste ne se dégradent. Hill est rapidement distancé par Stewart et Beltoise revient rapidement sur lui. Après dix tours, la Lotus accuse déjà neuf secondes et demie de retard et le deuxième Matra s'en est rapprochée à une seconde et demie. Au passage suivant, Beltoise pointe à la deuxième place, Hill s'efforçant désormais de se maintenir à la troisième. Denny Hulme, en difficulté depuis le départ, est alors arrêté à son stand pour faire réparer l'allumage de sa McLaren. Il en repartira après une très longue immobilisation mais abandonnera presque aussitôt. À la fin du vingtième tour, Beltoise a grignoté un peu de son retard sur Stewart, qui conserve cependant une marge de douze secondes sur son coéquipier. Les autres sont déjà très loin. Toujours troisième, Hill est désormais à plus de cinquante secondes. Il compte cependant encore plus de vingt secondes d'avance sur Amon, Ickx et Rodríguez. Septième, Dan Gurney (sur Brabham) est le dernier à ne pas avoir été doublé par les leaders. McLaren a dû abandonner après avoir manqué son freinage en bout de ligne droite et a endommagé sa monoplace dans les filets de protection. Beltoise l'imite peu après mais parvient à éviter les grillages et à reprendre la piste, conservant la deuxième place. Après une autre excursion hors piste au tour suivant, il va cependant devoir s'arrêter à son stand pour faire nettoyer sa commande d'accélérateur, pleine de sable. Il perd plus d'une minute et repart en septième position, derrière Gurney, et compte maintenant près d'un tour de retard sur Stewart qui, avec près d'une minute d'avance sur Hill, commence dès lors à lever sensiblement le pied. Également victime d'un tête-à-queue à «Tarzan», Brabham (qui était huitième) a calé son moteur et n'a pu repartir. Longtemps dans le sillage des deux Ferrari, Rodríguez va les déborder coup sur coup, pour le gain de la troisième place.

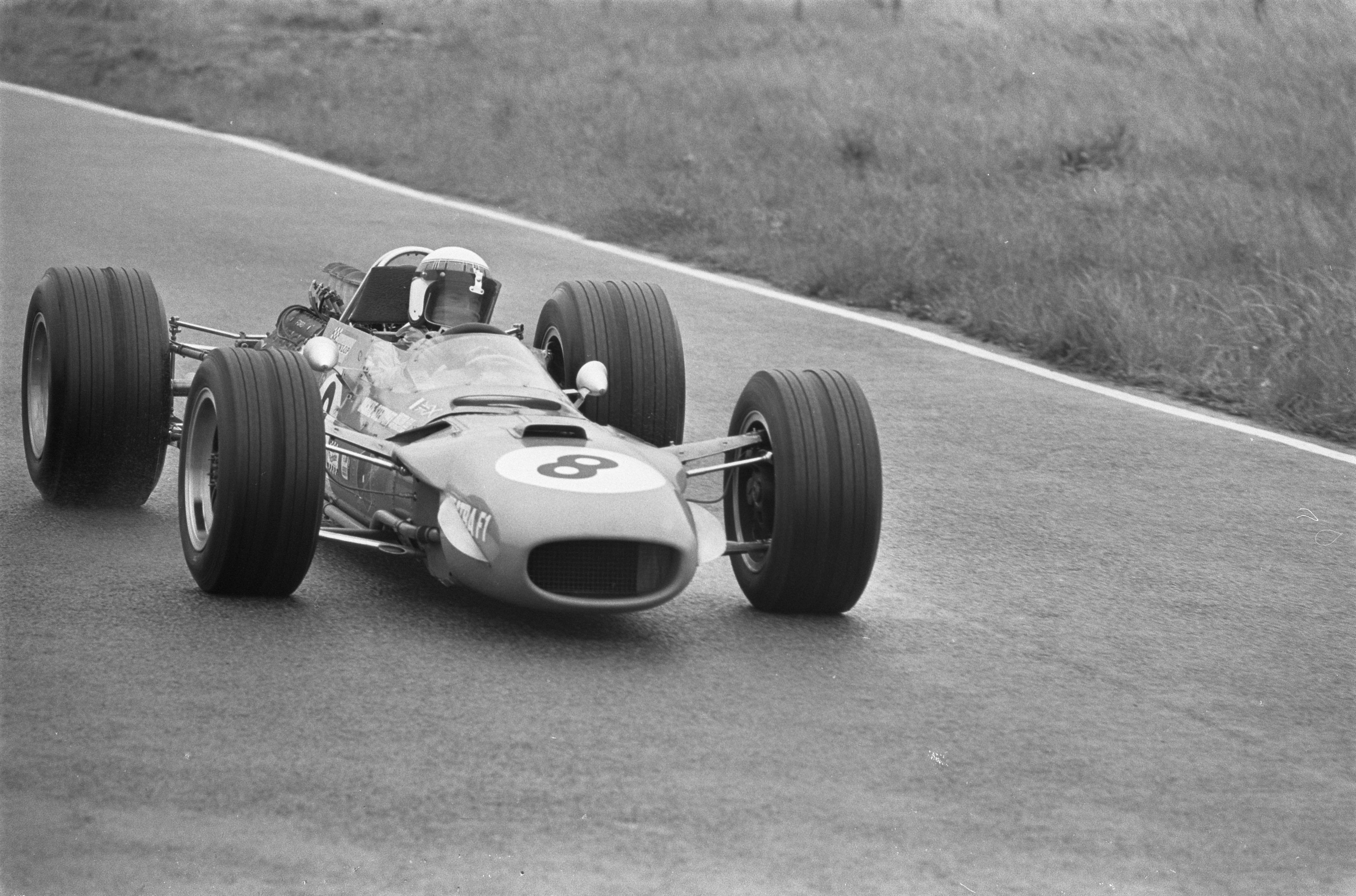
Dans des conditions particulièrement difficiles, la Matra MS10 de Jackie Stewart a nettement dominé le Grand Prix des Pays-Bas.

De loin le plus rapide en piste, Beltoise rattrape bientôt Gurney qu'il dépasse au cours du vingt-septième tour. Un peu plus tard, tous deux profitent d'un tête-à-queue sans gravité de Ickx dans le secteur d'Hunze Rug pour déborder la Ferrari. Au tour suivant, alors qu'un tiers de la distance a été accompli, Beltoise double Amon et se retrouve quatrième. Il est alors à six secondes et demie de Rodríguez, écart qu'il comble en deux tours avant d'«avaler» la BRM. Maintenant troisième à dix-neuf secondes de Hill, il poursuit son époustouflante remontée, lui reprenant deux secondes au tour. Averti de la menace, le Britannique va cependant réagir, profitant d'une accalmie passagère pour hausser sa cadence et contenir un temps son adversaire. À la mi-course, Stewart domine toujours très largement, possédant près d'une minute et demie d'avance sur la Lotus, Beltoise étant quatre secondes plus loin. La pluie refait son apparition, pénalisant le Britannique qui va céder sa seconde place au cours du cinquantième tour. L'écart entre les deux Matra de tête est alors de trente-cinq secondes. Il va se stabiliser quelque temps, alors que l'averse s'intensifie. Amon, qui occupait la cinquième position, effectue un tête-à-queue et regagne aussitôt son stand pour faire remplacer ses gommes intermédiaires par des pneus «pluie». Cet arrêt non planifié va lui coûter plusieurs minutes, lui faisant perdre trois places au profit de Ickx, Gurney et Silvio Moser (sur Brabham). Après quelques boucles dans des conditions très difficiles, Stewart a nettement distancé son coéquipier ; il va même réussir à le doubler avant que les intempéries ne cessent, la piste restant toutefois très humide. À trente tours de l'arrivée, les deux Matra sont toujours nettement en tête. Toujours troisième, Hill est à vingt-trois secondes de Beltoise. Menacé par Rodríguez, qui revient progressivement sur lui, le Britannique va commettre une erreur et perdre le contrôle de sa monoplace à l'épingle ; bien que heurtant les grillages, il parvient à reprendre la piste, désormais quatrième, une demi-minute derrière la BRM. Handicapé par des lunettes cassées qu'il est obligé par tenir d'une main, Gurney conserve néanmoins quelque temps en sixième position mais finit par effectuer un tête-à-queue, encrassant sa commande d'accélérateur. Il ne peut continuer longtemps dans ces conditions et abandonne peu après. Alors que Stewart, à l'abri de toute menace, a adopté une allure relativement modérée, Beltoise se rapproche de lui et se dédouble, revenant dans le même tour que son coéquipier. Les positions semblent désormais acquises, de gros écarts séparant les voitures restant en course. À quelques encâblures de l'arrivée, Hill va cependant être victime de sa commande d'accélérateur, qui reste bloquée au bout de la ligne droite.  Il ne peut éviter la sortie de route, endommageant sérieusement le train avant de sa Lotus. Il perd le bénéfice d'une course méritoire, accomplie avec des pneus pour piste sèche sur une piste particulièrement piégeuse. Ickx hérite de la quatrième place, devant Moser et Amon. La course s'achève sans autre incident notable, les Matra de Stewart et Beltoise réalisant un splendide doublé, devant la BRM de Rodríguez. Derrière Ickx et Moser, Amon conserve de justesse sa sixième place, Attwood étant revenu dans ses roues en vue de l'arrivée.

### Classements intermédiaires
Classements intermédiaires des monoplaces aux premier, deuxième, troisième, quatrième, cinquième, huitième, dixième, quinzième, vingtième, vingt-cinquième, trentième, quarantième, cinquantième, soixantième, soixante-dixième et quatre-vingtième tours,..

### Classement de la course

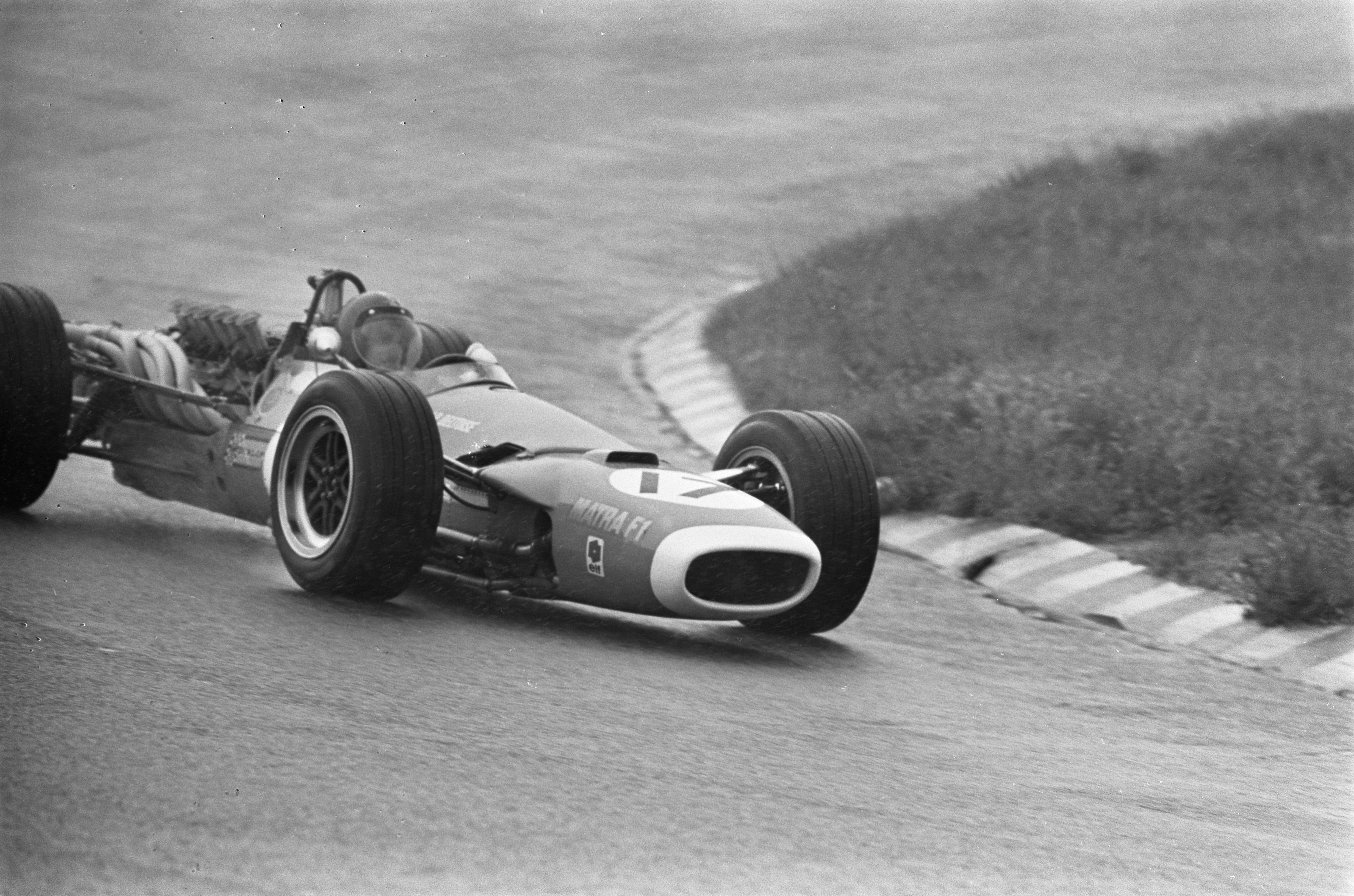
Très à l'aise sur la piste mouillée au volant de sa Matra à moteur V12, Jean-Pierre Beltoise décroche une belle deuxième place aux Pays-Bas.

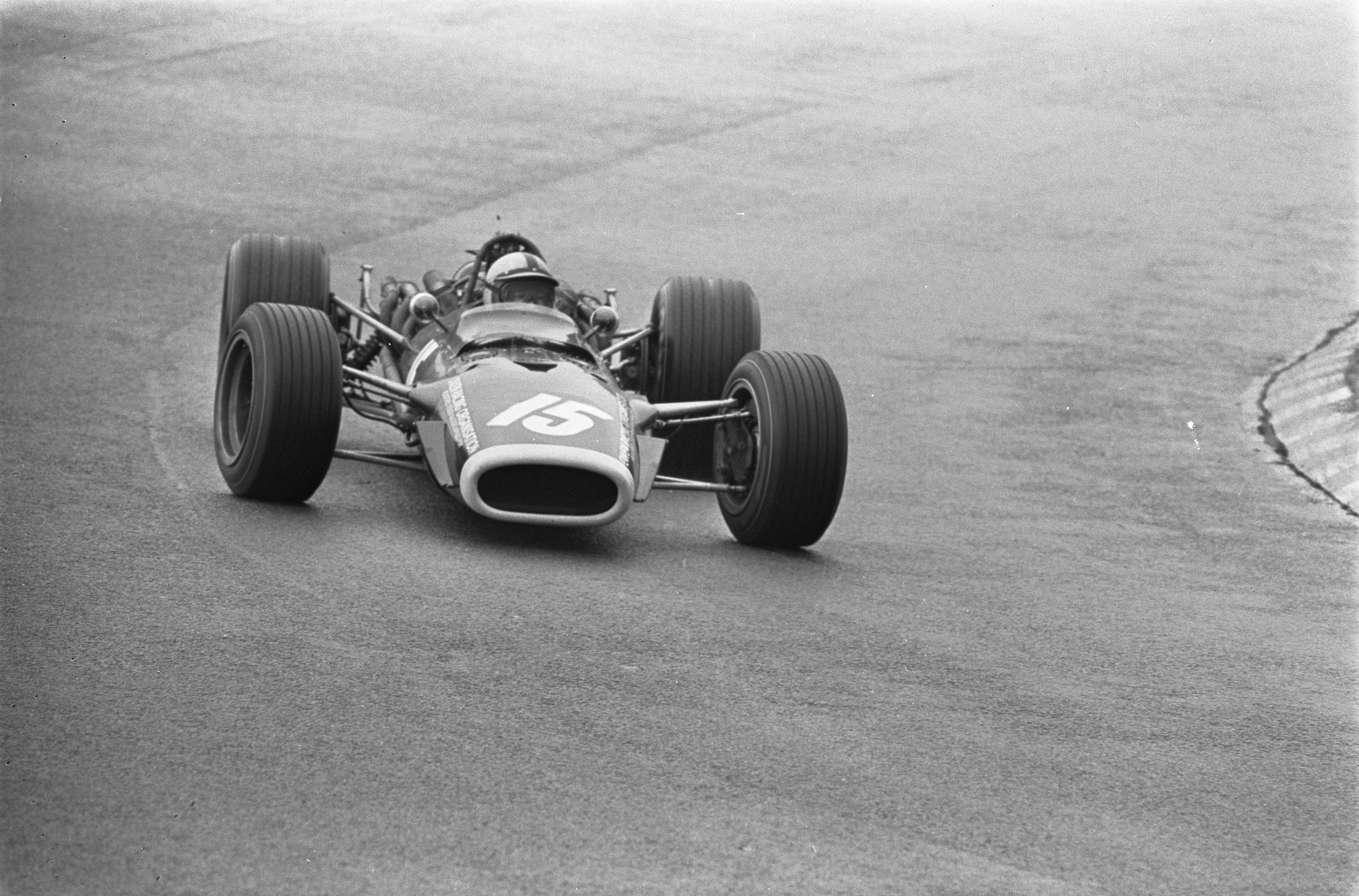
Belle troisième place pour Pedro Rodríguez et sa BRM P133, à bonne distance toutefois des deux Matra.

| Pos  | N° | Pilote               | Écurie        | Tours | Temps/Abandon                        | Grille | Points |
| ---- | -- | -------------------- | ------------- | ----- | ------------------------------------ | ------ | ------ |
| 1    | 8  | Jackie Stewart       | Matra-Ford    | 90    | 2 h 46 min 11 s 26                   | 5      | 9      |
| 2    | 17 | Jean-Pierre Beltoise | Matra         | 90    | 2 h 47 min 45 s 19 (+ 1 min 33 s 93) | 16     | 6      |
| 3    | 15 | Pedro Rodríguez      | BRM           | 89    | 2 h 47 min 43 s 36 (+ 1 tour)        | 11     | 4      |
| 4    | 10 | Jacky Ickx           | Ferrari       | 88    | 2 h 47 min 45 s 60 (+ 2 tours)       | 6      | 3      |
| 5    | 22 | Silvio Moser         | Brabham-Repco | 87    | 2 h 47 min 51 s 59 (+ 3 tours)       | 7      | 2      |
| 6    | 9  | Chris Amon           | Ferrari       | 85    | 2 h 46 min 20 s 78 (+ 5 tours)       | 1      | 1      |
| 7    | 16 | Richard Attwood      | BRM           | 85    | 2 h 46 min 21 s 33 (+ 5 tours)       | 15     |        |
| 8    | 19 | Jo Bonnier           | McLaren-BRM   | 82    | 2 h 47 min 18 s 95 (+ 8 tours)       | 19     |        |
| 9    | 3  | Graham Hill          | Lotus-Ford    | 81    | Accident                             | 3      |        |
| Nc.  | 4  | Jackie Oliver        | Lotus-Ford    | 80    | 2 h 47 min 10 s 52 (Non classé)      | 10     |        |
| Abd. | 18 | Dan Gurney           | Brabham-Repco | 63    | Accélérateur                         | 12     |        |
| Abd. | 21 | Jo Siffert           | Lotus-Ford    | 55    | Boîte de vitesses                    | 13     |        |
| Abd. | 7  | John Surtees         | Honda         | 50    | Alternateur                          | 9      |        |
| Abd. | 20 | Piers Courage        | BRM           | 50    | Sortie de piste                      | 14     |        |
| Abd. | 6  | Jochen Rindt         | Brabham-Repco | 39    | Allumage                             | 2      |        |
| Abd. | 5  | Jack Brabham         | Brabham-Repco | 22    | Sortie de piste                      | 4      |        |
| Abd. | 2  | Bruce McLaren        | McLaren-Ford  | 19    | Accident                             | 8      |        |
| Abd. | 1  | Denny Hulme          | McLaren-Ford  | 10    | Allumage                             | 7      |        |
| Abd. | 14 | Lucien Bianchi       | Cooper-BRM    | 9     | Accident                             | 18     |        |

Légende :
- Abd.=Abandon

### Pole position et record du tour
- Pole position :  Chris Amon (Ferrari) en 1 min 23 s 54 (vitesse moyenne : 180,689 km/h). Temps réalisé lors de la séance d'essais du vendredi 21 juin après-midi[22].
- Meilleur tour en course :  Jean-Pierre Beltoise (Matra) en 1 min 45 s 91 (vitesse moyenne : 142,525 km/h) au sixième tour.

#### Évolution du meilleur tour en course
Le meilleur tour fut amélioré six fois au cours de l'épreuve.

### Tours en tête
- Graham Hill : 3 tours (1-3)
- Jackie Stewart : 87 tours (4-90)

## Classement général à l'issue de la course
- Attribution des points : 9, 6, 4, 3, 2, 1 respectivement aux six premiers de chaque épreuve.
- Pour la coupe des constructeurs, même barème et seule la voiture la mieux classée de chaque équipe inscrit des points.
- Le championnat est divisé en deux demi-saisons, seuls les cinq meilleurs résultats (sur six épreuves) étant retenus pour chaque partie[22].

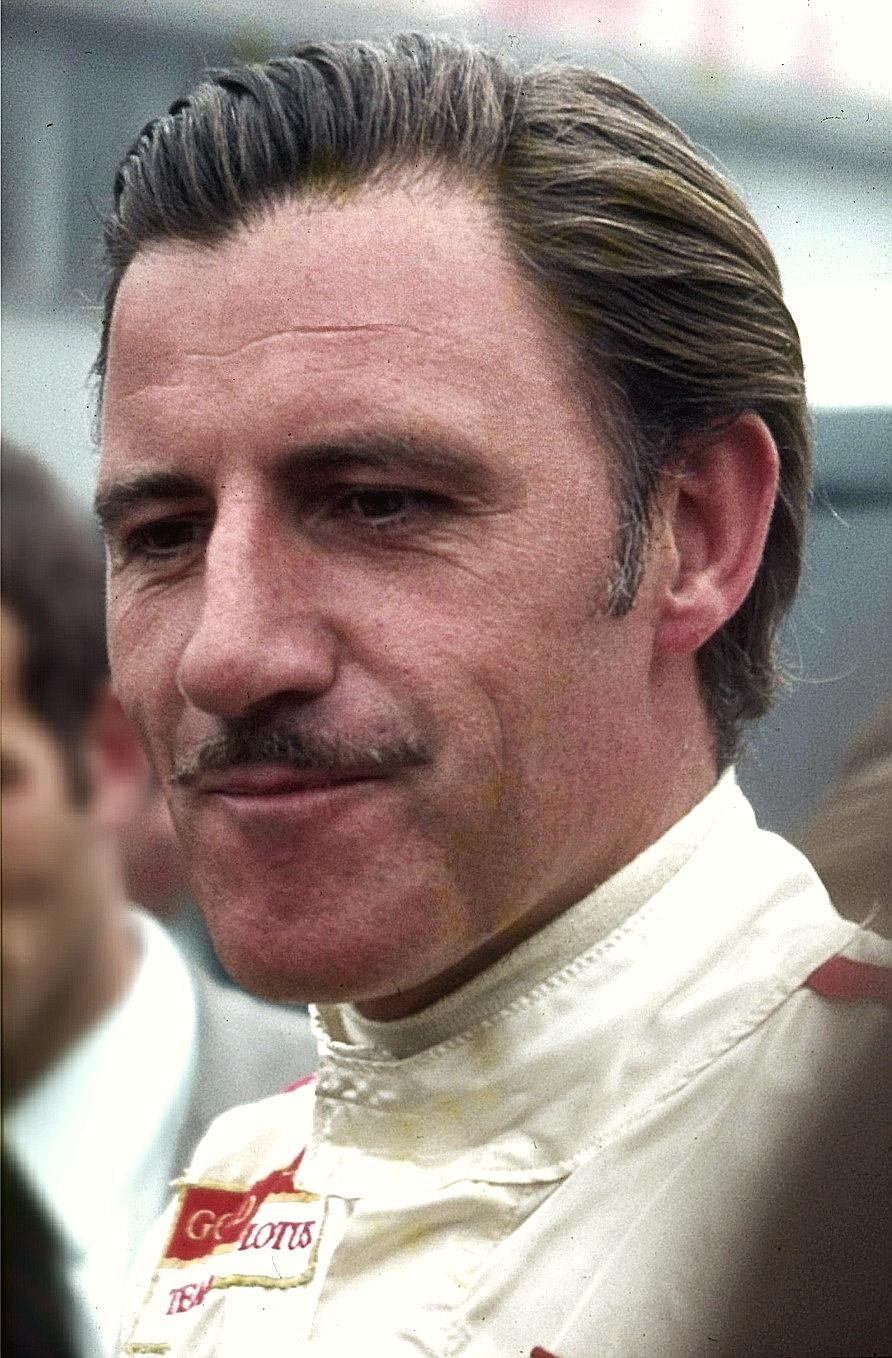
Bien que malchanceux lors de ses deux dernières courses, Graham Hill conserve une confortable avance au classement provisoire du championnat.

| Pos. | Pilote               | Écurie  | Points | AFS | ESP | MON | BEL | NL | FRA | 1re ½ saison | GBR | ALL | ITA | CAN | USA | MEX | 2e ½ saison |
| ---- | -------------------- | ------- | ------ | --- | --- | --- | --- | -- | --- | ------------ | --- | --- | --- | --- | --- | --- | ----------- |
| 1    | Graham Hill          | Lotus   | 24     | 6   | 9   | 9   | -   | -  |     | 24           |     |     |     |     |     |     |             |
| 2    | Jackie Stewart       | Matra   | 12     | -   | -   | -   | 3   | 9  |     | 12           |     |     |     |     |     |     |             |
| 3    | Pedro Rodríguez      | BRM     | 10     | -   | -   | -   | 6   | 4  |     | 10           |     |     |     |     |     |     |             |
|      | Denny Hulme          | McLaren | 10     | 2   | 6   | 2   | -   | -  |     | 10           |     |     |     |     |     |     |             |
| 5    | Jim Clark            | Lotus   | 9      | 9   | -   | -   | -   | -  |     | 9            |     |     |     |     |     |     |             |
|      | Bruce McLaren        | McLaren | 9      | -   | -   | -   | 9   | -  |     | 9            |     |     |     |     |     |     |             |
|      | Jean-Pierre Beltoise | Matra   | 9      | 1   | 2   | -   | -   | 6  |     | 9            |     |     |     |     |     |     |             |
| 8    | Jacky Ickx           | Ferrari | 7      | -   | -   | -   | 4   | 3  |     | 7            |     |     |     |     |     |     |             |
| 9    | Richard Attwood      | BRM     | 6      | -   | -   | 6   | -   | -  |     | 6            |     |     |     |     |     |     |             |
|      | Ludovico Scarfiotti  | Cooper  | 6      | -   | 3   | 3   | -   | -  |     | 6            |     |     |     |     |     |     |             |
| 11   | Lucien Bianchi       | Cooper  | 5      | -   | -   | 4   | 1   | -  |     | 5            |     |     |     |     |     |     |             |
| 12   | Jochen Rindt         | Brabham | 4      | 4   | -   | -   | -   | -  |     | 4            |     |     |     |     |     |     |             |
|      | Brian Redman         | Cooper  | 4      | -   | 4   | -   | -   | -  |     | 4            |     |     |     |     |     |     |             |
|      | Chris Amon           | Ferrari | 4      | 3   | -   | -   | -   | 1  |     | 4            |     |     |     |     |     |     |             |
| 15   | Jackie Oliver        | Lotus   | 2      | -   | -   | -   | 2   | -  |     | 2            |     |     |     |     |     |     |             |
|      | Silvio Moser         | Brabham | 2      | -   | -   | -   | -   | 2  |     | 2            |     |     |     |     |     |     |             |

| Pos. | Écurie        | Points | AFS | ESP | MON | BEL | NL | FRA | 1re ½ saison | GBR | ALL | ITA | CAN | USA | MEX | 2e ½ saison |
| ---- | ------------- | ------ | --- | --- | --- | --- | -- | --- | ------------ | --- | --- | --- | --- | --- | --- | ----------- |
| 1    | Lotus-Ford    | 29     | 9   | 9   | 9   | 2   | -  |     | 29           |     |     |     |     |     |     |             |
| 2    | McLaren-Ford  | 17     | -   | 6   | 2   | 9   | -  |     | 17           |     |     |     |     |     |     |             |
| 3    | BRM           | 16     | -   | -   | 6   | 6   | 4  |     | 16           |     |     |     |     |     |     |             |
| 4    | Matra-Ford    | 15     | 1   | 2   | -   | 3   | 9  |     | 15           |     |     |     |     |     |     |             |
| 5    | Ferrari       | 10     | 3   | -   | -   | 4   | 3  |     | 10           |     |     |     |     |     |     |             |
| 6    | Cooper-BRM    | 9      | -   | 4   | 4   | 1   | -  |     | 9            |     |     |     |     |     |     |             |
| 7    | Matra         | 6      | -   | -   | -   | -   | 6  |     | 6            |     |     |     |     |     |     |             |
|      | Brabham-Repco | 6      | 4   | -   | -   | -   | 2  |     | 6            |     |     |     |     |     |     |             |
| 9    | McLaren-BRM   | 2      | 2   | -   | -   | -   | -  |     | 2            |     |     |     |     |     |     |             |

## À noter
- 3e victoire en championnat du monde pour Jackie Stewart.
- 1re victoire et premier doublé en championnat du monde pour Matra en tant que constructeur.
- 9e victoire en championnat du monde pour Ford-Cosworth en tant que motoriste.